# René Toussaint
Jacques René Toussaint ('s-Gravenhage, 12 februari 1928 – aldaar, 21 mei 2006) was een Nederlands econoom en politicus voor de PvdA.
Toussaint studeerde economie aan de Nederlandse Economische Hogeschool Rotterdam en promoveerde daar in 1965. Hij was werkzaam bij het ministerie van Economische Zaken. Van 1973 tot 1978 was Toussaint lid van het partijbestuur van de PvdA. Nadat hij een jaar in de gemeenteraad van Den Haag zat, was hij van 1979 tot 1986 lid van de Tweede Kamer. Daar was hij woordvoerder voor volksgezondheid en sprak hij ook over consumentenzaken.
- Biografisch Portaal: 91775272
- Parlement.com: vg09llmhvczc